# 강남길
강남길(姜南吉, 1958년 8월 27일 ~ )은 대한민국의 배우 겸 작가이다.

## 생애
1968년 영화 《수학여행》에 출연하면서 아역탤런트로 데뷔하였다. 1981년 김수현 작가가 집필한 《사랑합시다》에 출연한 것을 기점으로 성인 연기자로 전환하였다. 1986년 MBC 일요아침드라마 《한지붕 세가족》의 '윤봉수'역을 맡아 소시민 역할을 완벽히 소화하며 큰 인기를 끌었다. 1995년 강남길이 '달수'라는 희화된 캐릭터를 연기하며 세태를 지적하고 풍자한 단막극인 《MBC 베스트극장 - 달수의 재판》은 25.7%라는 고시청률을 기록하여 그를 '서민 스타'로 자리잡게 만든 것은 물론, 이후 꾸준히 부정기적으로 편성되어 시리즈화되었다.
2000년 심근경색으로 병원치료를 받던 중 전처의 간통 사건이 발생하자 그 충격으로 고교 1년생 딸, 중학교 1년생 아들과 함께 영국으로 떠났다.
4년만인 2004년 복귀작으로 《물꽃마을 사람들》 선택하고 연예계로 전격 컴백했다. 잉글랜드 중부 버밍엄에 사는 동안 느꼈던 자신의 단상들을 정리한 <강남길의 오마이고드>란 책을 출간했다.
참고로 가수 홍서범하고 중학교 동창인데 본인(강남길)의 또다른 중학교 동창인 개그맨 주병진은 홍서범과 초등학교 동창이기도 하다.

## 연기 활동

### 드라마
- 1969년 TBC 대하드라마 《팔판동 새아씨》
- 1972년 TBC 어린이드라마 《대령집 아이들》
- 1972년 MBC 일일연속극 《아다다》
- 1973년 MBC 일일연속극 《시댁》
- 1975년 MBC 일일연속극 《갈대》 ... 진팔이 역
- 1976년 MBC 어린이연속극 《철이의 모험》 ... 철이의 형, 꺼벙이 역
- 1976년 MBC 어린이연속극 《달려라 삼총사》
- 1978년 MBC 어린이연속극 《X 수색대》
- 1981년 MBC 주간연속극 《사랑합시다》 ... 형기 역 # 아역에서 성인연기자로 전환.
- 1982년 KBS1 어린이드라마 《똑순이 만세》
- 1982년 MBC 미니시리즈 《거부실록 시리즈 - 이용익》
- 1982년 MBC 일일연속극 《어제 그리고 내일》
- 1983년 KBS1 주간연속극 《큰딸》
- 1985년 MBC 대하드라마 《조선왕조 오백년 - 풍란》 ... 심의겸 역
- 1985년 MBC 단막극 《MBC 베스트셀러극장 - 겨울행》
- 1986년 MBC 단막극 《MBC 베스트셀러극장 - 종이우산》
- 1986년 MBC 일요아침드라마 《한지붕 세가족》 ... 윤봉수 역
- 1986년 MBC 창사특집극 《젊은 날의 초상》
- 1987년 MBC 단막극 《MBC 베스트셀러극장 - 전야》
- 1988년 MBC 미니시리즈 《인간시장》
- 1988년 KBS2 미니시리즈 《훠어이 훠어이》 ... 홍길동 역
- 1989년 MBC 어린이드라마 《스타 탄생》
- 1990년 KBS2 주간연속극 《형사 25시》 ... 막내 형사 역
- 1990년 MBC 설날특집극 《각시방에 사랑 열렸네》 ... 여홍범 역
- 1990년 MBC 어린이드라마 《내 친구 깨치》
- 1990년 KBS2 미니시리즈 《검생이의 달》
- 1991년 KBS1 청소년드라마 《맥랑시대》 ... 지학 교사 역
- 1991년 MBC 단막극 《MBC 베스트극장 - 한 여름밤의 꿈》〈제1화 고속버스 맞선〉 ... 김 대리 역
- 1991년 MBC 단막극 《MBC 베스트극장 - 논개》
- 1992년 MBC 미니시리즈 《행촌 아파트》 ... 찬수 역
- 1992년 MBC 단막극 《MBC 베스트극장 - 대리인생》 ... 허공수 역
- 1993년 MBC 설날특집극 《야등이》
- 1993년 MBC 단막극 《MBC 베스트극장 - 아파트를 위하여》
- 1993년 KBS2 단막극 《드라마게임 - 엄마의 새 학기》
- 1993년 SBS 수목드라마 《한강 뻐꾸기》 - 박홍태 역
- 1993년 MBC 어린이날특집극 《천국에서 보낸 편지》 ... 외삼촌 역
- 1993년 MBC 단막극 《MBC 베스트극장 - 쥐색바지를 입은 남자》 ... 달채 역
- 1993년 KBS2 단막극 《드라마게임 - 어데 갔다 인제 왔노》
- 1993년 KBS2 주간연속극 《신 손자병법》 ... 박동탁 역
- 1994년 MBC 신년특집극 《남과 여》 ... 우동범 역
- 1994년 MBC 아침드라마 《천국의 나그네》 ... 석범의 이모부 역
- 1994년 KBS2 단막극 《드라마게임 - 있는 딸, 없는 딸》
- 1994년 MBC 단막극 《MBC 베스트극장 - 마지막 전쟁》
- 1994년 EBS 어린이드라마 《언제나 푸른 마음》 ... 담임 선생님 역
- 1994년 MBC 주간연속극 《종합병원》 ... 남풍천 역
- 1994년 MBC 미니시리즈 《사랑을 그대 품안에》 ... 조충복 역
- 1995년 SBS 미니시리즈 《아스팔트 사나이》 ... 종옥의 오빠 역
- 1995년 MBC 단막극 《MBC 베스트극장 - 달수의 재판》 ... 강달수 역
- 1995년 MBC 단막극 《MBC 베스트극장 - 서울 블루스》 ... 신문보급소장 역
- 1995년 MBC 미니시리즈 《호텔》
- 1995년 MBC 주말연속극 《아파트》 ... 경비원 박씨 역
- 1995년 MBC 미니시리즈 《연애의 기초》
- 1995년 MBC 단막극 《MBC 베스트극장 - 달수의 집짓기》 ... 강달수 역
- 1996년 MBC 아침드라마 《달콤한 인생》 ... 최상민 역
- 1996년 MBC 단막극 《MBC 베스트극장 - 달수 아들 학교 가다》 ... 강달수 역
- 1996년 MBC 단막극 《MBC 베스트극장 - 달수의 차, 차, 차》 ... 강달수 역
- 1996년 KBS2 일일연속극 《원지동 블루스》 ... 장식 역
- 1996년 KBS2 단막극 《드라마게임 - 아주 특별한 선물》
- 1996년 MBC 미니시리즈 《강가에 앉아서 울다》
- 1997년 MBC 미니시리즈 《별은 내 가슴에》 - 한재봉 역
- 1997년 MBC 단막극 《MBC 베스트극장 - 우리들의 쪼그라진 영웅》 ... 한영웅 역
- 1997년 MBC 단막극 《MBC 베스트극장 - 아빠가 딸에게 해줄 수 있는 모든 것》 ... 신중 역
- 1997년 MBC 금요 가족극장 《간이역》 ... 홍성달 역
- 1997년 SBS 일일시트콤 《미스미스터》
- 1997년 MBC 미니시리즈 《영웅반란》 ... 이 실장 역
- 1997년 MBC 단막극 《MBC 베스트극장 - 달수, 효도법 어기다》 ... 강달수 역
- 1997년 MBC 단막극 《MBC 베스트극장 - 달수의 홀로 아리랑》 ... 강달수 역
- 1998년 MBC 미니시리즈 《사랑》
- 1998년 MBC 단막극 《MBC 베스트극장 - 이혼 방법》 ... 신중 역
- 1998년 MBC 미니시리즈 《맨발로 뛰어라》 ... 나설찬 역
- 1998년 KBS1 1,2부작특집극 《희망여관》
- 1998년 MBC 단막극 《MBC 베스트극장 - 공춘택씨의 계약결혼》 ... 차금례의 사위, 장 서방 역
- 1999년 MBC 단막극 《MBC 베스트극장 - 남편의 못생긴 애인》 ... 김정도 역
- 1999년 KBS2 어린이드라마 《어린 왕자》 ... 아빠 역
- 1999년 MBC 단막극 《MBC 베스트극장 - 달수, 부메랑을 맞다》 ... 강달수 역
- 1999년 MBC 미니시리즈 《마지막 전쟁》 ... 김태경 역
- 1999년 KBS2 주말연속극 《사랑하세요?》
- 1999년 SBS 일요아침드라마 《달콤한 신부》
- 2004년 MBC 일요아침드라마 《물꽃마을 사람들》 ... 한세영 역
- 2004년 MBC 단막극 《MBC 베스트극장 - 겨울 하느님께》 ... 영호 역
- 2004년 MBC 주말연속극 《장미의 전쟁》 ... 방제수 역
- 2004년 MBC 단막극 《MBC 베스트극장 - 달수, 아들 과외하다》 ... 달수 역
- 2004년 SBS 특별기획 《매직》 ... 강재 부, 차풍호 역
- 2004년 SBS 미니시리즈 《러브스토리 인 하버드》 ... 오영재 교수 역
- 2005년 MBC 미니시리즈 《슬픈 연가》 ... 화정 부, 차창만 역
- 2005년 KBS2 주말연속극 《슬픔이여 안녕》 ... 한성재 역
- 2005년 MBC 단막극 《MBC 베스트극장 - 달수, 성매매특별법에 걸리다》 ... 강달수 역
- 2006년 MBC 미니시리즈 《궁》 ... 채경아빠 역
- 2006년 SBS 드라마스페셜 《불량가족》 ... 조기동 역
- 2006년 MBC 2부작특집극 《우리 다시 사랑할까요》 ... 박도상 역
- 2006년 KBS1 일일연속극 《열아홉 순정》 ... 홍문구 역
- 2006년 MBC 주말연속극 《누나》 ... 고모부 역
- 2007년 KBS2 미니시리즈 《경성스캔들》 ... 김탁구 역
- 2007년 SBS 대하드라마 《왕과 나》 ... 최 참봉 역
- 2008년 MBC 미니시리즈 《누구세요?》 ... 손일건 역
- 2008년 MBC 일일연속극 《춘자네 경사났네》 ... 이대팔 역
- 2008년 SBS 미니시리즈 《식객》 ... 한 부장 역
- 2008년 SBS 아침드라마 《순결한 당신》 ... 강정용 역
- 2009년 MBC 미니시리즈 《돌아온 일지매》 ... 배 선달 역
- 2009년 MBC 주말연속극 《인연만들기》 ... 한경태 역
- 2010년 SBS 대하드라마 《제중원》 ... 한성병원 와타나베 원장 역
- 2010년 MBC 미니시리즈 《장난스런 키스》 ... 오기동 역
- 2010년 SBS 추석특집극 《당신의 천국》 ... 양 사장 역
- 2010년 tvN 주간시트콤 《원스 어폰 어 타임 인 생초리》 ... 이만수 역
- 2011년 KBS2 4부작드라마 《KBS 드라마 스페셜 - MSS 특별수사대》 ... 김정수 역
- 2011년 KBS1 일일연속극 《우리집 여자들》 ... 홍규만 역
- 2011년 MBN 일일시트콤 《왔어 왔어 제대로 왔어》 ... 김굴종 역
- 2012년 SBS 드라마스페셜 《부탁해요 캡틴》 ... 최달호 역
- 2013년 SBS 주말극장 《원더풀 마마》 ... 다정 부 역(특별출연)
- 2013년 KBS2 수목드라마 《비밀》 ... 강우철 역
- 2013년 tvN 월화드라마 《빠스껫 볼》 ... 벼리의 아버지 역
- 2014년 tvN 금토드라마 《갑동이》 ... 한상훈 역
- 2014년 SBS 주말극장 《기분 좋은 날》 ... 정인성 역
- 2014년 KBS2 미니시리즈 《트로트의 연인》 ... 최명식 역
- 2014년 KBS1 일일연속극 《당신만이 내사랑》 ... 송덕구 역
- 2015년 tvN 금토드라마 《슈퍼대디 열》 ... 한만호 역
- 2016년 OCN 주말드라마 《동네의 영웅》 ... 서준석 역
- 2016년 SBS 특집드라마 《영주》 ... 철민 역
- 2016년 tvN 월화드라마 《또! 오해영》 ... 장항구 역
- 2016년 KBS2 일일연속극 《다시, 첫사랑》 ... 박사장 역
- 2017년 tvN 월화드라마 《내성적인 보스》 ... 브레인 홍보 경비원 역
- 2017년 MBC 주말연속극 《당신은 너무합니다》 ... 정강식 역
- 2018년 SBS 드라마스페셜 《리턴》 ... 판사 역(특별출연)
- 2018년 MBC 주말드라마 《부잣집 아들》 ... 이계동 역
- 2018년 JTBC 월화드라마 《뷰티 인사이드》 ... 강대식 역
- 2019년 KBS2 일일연속극 《왼손잡이 아내》 ... 오창수 역
- 2020년 JTBC 금토드라마 《우아한 친구들》

### 영화
- 1968년 《수학여행》 ... 섬 아이 역
- 1975년 《여고 졸업반》
- 1976년 《소녀의 기도》
- 1976년 《선생님 안녕》
- 1977년 《고교 꺼꾸리군 장다리군》
- 1977년 《우리들 세계》
- 1983년 《스물하나의 비망록》 ... 임태환 역
- 1987년 《화려한 변신》
- 1988년 《아스팔트 위의 동키호테》 ... 아들 역
- 1988년 《지금은 양지》 ... 친구 역
- 1989년 《내 사랑 동키호테》 ... 민호 역 (특별 출연)
- 1989년 《신사동 제비》 ... 동준 역
- 1990년 《유령 야구단》
- 1990년 《영웅 후레쉬》 ... 찬(레드 후레쉬) 역
- 1991년 《지금 우리는 사랑하고 싶다》
- 1991년 《별이 빛나는 밤에》 ... 우동식 역
- 1994년 《새알각하》 ... 조진상 역
- 2005년 《제니, 주노》 ... 주노의 아빠 역
- 2016년 《잡아야 산다》 ... 경찰청장 역

## 연기 외 활동

### 방송
- 1982년 MBC 《영11》 ... MC
- 1990~1999년 KBS 《가족오락관》 ... 게스트 다수 출연
- 1999년 SBS 《임백천의 원더풀 투나잇》〈밀레니엄 도전, 강남길 담배와의 마지막 도전〉
- 1999년 SBS 《좋은 아침》 ... MC
- 1999년 KBS2 《코미디 세상만사》 ... MC

### 라디오
- 1992년 MBC 《깊은 밤 짧은 얘기》 ... DJ
- 1995년 KBS 《행복만들기》 ... DJ

### CF
- 1984년 한일약품 스카이나
- 1988년 오뚜기 진라면
- 1989년 일동후디스 아기밀골드
- 1989년 CJ제일제당 삼호어묵골드
- 1989년 삼성제약 빠루겔
- 1989년 LG생활건강 센스
- 1989년 빙그레 외갓집라면
- 1990년 삼진제약 게보린
- 1990년 현대약품 헤모콘틴 (with 한국먼디파마)
- 1990년 ~ 1995년 롯데제과 롯데 후라보노
- 1990년 신일산업 신일리모콘선풍기
- 1991년 롯데제과 V-10껌
- 1991년 부광약품 쑥찜팩
- 1991년 꼬까방
- 1992년 GC녹십자 치선액
- 1992년 쌍용C&B 울트라큐티
- 1992년 빙그레 야채타임
- 1992년 빙그레 붕어싸만코
- 1992년 환인제약 용콜
- 1992년 한독 쎌손
- 1993년 오리온 비틀즈
- 1993년 전문점사업부 모두방생선통구이
- 1994년 롯데제과 씨월드
- 1994년 LG생활건강 비젼
- 1995년 삼진인턴식품 EDQ골드
- 1996년 농가식품 찹쌀풀액젓
- 1995년 자미나월드
- 1997년 신광산업 로보트척척보일러
- 1998년 쌍방울 트라이
- 1999년 세일DIY컴퓨터
- 1999년 SK바이오팜 트라스트
- 1999년 해태htb 백의민족

### 유아 비디오
- 1998년 7월 28일 SBS프로덕션《영재 유아율동 팡파레 재롱놀이》

## 저서
- 《강남길의 TV보다 쉬운 인터넷》(1999년, 영진닷컴)
- 《강남길의 TV보다 쉬운 컴퓨터》(1998년, 영진닷컴)
- 《강남길의 인터넷》(2001년, 영진닷컴)
- 《강남길의 컴퓨터》(2001년, 영진닷컴)
- 《New 할 수 있다! 강남길의 인터넷》(2003년, 영진닷컴)
- 《강남길의 컴퓨터 쉽게 배우기》(2004년, 영진닷컴)
- 《강남길의 오! 마이 고드》(2004년, 영진닷컴)
- 《강남길의 명화와 함께 후루룩 읽는 그리스 로마 신화》(2023년, 델피스튜디오)

## 수상
- 1972년 TBC 방송대상 특별상
- 1999년 MBC 연기대상 인기상 《마지막 전쟁》
- 1999년 MBC 연기대상 올해의 탤런트상 《마지막 전쟁》
- 2009년 MBC 연기대상 중견배우 부문 황금연기상 《인연 만들기》